# Warren Weir
Warren Weir (Trelawny, 21 ottobre 1989) è un velocista giamaicano.

## Biografia
Ai trials giamaicani 2012, valevoli per la qualificazione ai Giochi olimpici di Londra, Weir corre i 200 metri piani in 19"99 in semifinale ed in 20"03 in finale arrivando terzo e qualificandosi ai Giochi. Nella competizione olimpica conquista la finale dei 200 m e vince la medaglia di bronzo con il suo primato personale di 19"84, dietro ai connazionali Yohan Blake e Usain Bolt.

## Progressione

### 200 metri piani
| Stagione | Tempo | Luogo      | Data      | Rank. Mond. |
| -------- | ----- | ---------- | --------- | ----------- |
| 2017     | 20"18 | Kingston   | 10-6-2017 | 15º         |
| 2016     | 20"32 | Kingston   | 11-6-2016 | 49º         |
| 2015     | 20"24 | Pechino    | 25-8-2015 | 38º         |
| 2014     | 19"82 | New York   | 14-6-2014 | 2º          |
| 2013     | 19"79 | Mosca      | 17-8-2013 | 2º          |
| 2013     | 19"79 | Kingston   | 23-6-2013 | 2º          |
| 2012     | 19"84 | Londra     | 9-8-2012  | 3º          |
| 2011     | 20"43 | Barcellona | 22-7-2011 | 33º         |
| 2011     | 20"43 | Londra     | 6-8-2011  | 33º         |

## Palmarès
| Anno | Manifestazione          | Sede       | Evento      | Risultato  | Prestazione | Note                                     |
| ---- | ----------------------- | ---------- | ----------- | ---------- | ----------- | ---------------------------------------- |
| 2008 | Mondiali juniores       | Bydgoszcz  | 110 m hs    | Semifinale | 15"54       |                                          |
| 2012 | Giochi olimpici         | Londra     | 200 m piani | Bronzo     | 19"84       | Miglior prestazione personale            |
| 2013 | Mondiali                | Mosca      | 200 m piani | Argento    | 19"79       | Miglior prestazione personale            |
| 2013 | Mondiali                | Mosca      | 4 × 100 m   | Oro        | 37"36       | [ 1 ]                                    |
| 2014 | World Relays            | Nassau     | 4 × 200 m   | Oro        | 1'18"63     | Record mondiale                          |
| 2014 | Giochi del Commonwealth | Glasgow    | 200 m piani | Argento    | 20"26       |                                          |
| 2015 | World Relays            | Nassau     | 4 × 200 m   | Oro        | 1'20"97     |                                          |
| 2015 | Mondiali                | Pechino    | 200 m piani | Semifinale | 20"43       |                                          |
| 2017 | World Relays            | Nassau     | 4 × 200 m   | Bronzo     | 1'21"09     | [ 1 ]                                    |
| 2017 | Mondiali                | Londra     | 200 m piani | Batteria   | 20"60       |                                          |
| 2018 | Giochi del Commonwealth | Gold Coast | 200 m piani | 7º         | 20"71       |                                          |
| 2018 | Giochi del Commonwealth | Gold Coast | 4 × 100 m   | Bronzo     | 38"35       | Miglior prestazione personale stagionale |

## Altre competizioni internazionali
2013
- Vincitore della Diamond League nella specialità dei 200 mpiani (18 punti)